# Cerchysius pallipes
Cerchysius pallipes är en stekelart som först beskrevs av Léon Abel Provancher 1887.  Cerchysius pallipes ingår i släktet Cerchysius och familjen sköldlussteklar. Inga underarter finns listade i Catalogue of Life.